# La Torre de Cabdella
La Torre de Cabdella (spanisch Torre de Cabdella) ist eine katalanische Gemeinde (municipio) mit 785 Einwohnern (Stand: 2024) in der Provinz Lleida im Nordosten Spaniens. Sie liegt in der Comarca Noguera. Neben dem Hauptort La Torre de Capdella besteht die Gemeinde aus den Ortschaften Aguiró, Aiguabella, Antist, Astell, Beranui, Cabdella, Castell-estaó, Central de Cabdella, Envall, Espui, Estavill, Molinos, Mont-ros, Obeix, Paüls de Flamisell, La Plana de Mont-ros, Pobellà, La Pobleta de Bellveí.

## Geographische Lage
La Torre de Cabdella liegt etwa 58 Kilometer nordnordöstlich von Lleida in einer Höhe von ca. 1075 m. 

## Bevölkerungsentwicklung
| Jahr      | 1970 | 1981 | 1991 | 2001 | 2011 | 2021 |
| Einwohner | 953  | 644  | 754  | 670  | 769  | 765  |

## Sehenswürdigkeiten
- Dolmen von La Cabaneta
- Martinskirche
- Museum zur Wasserkraft

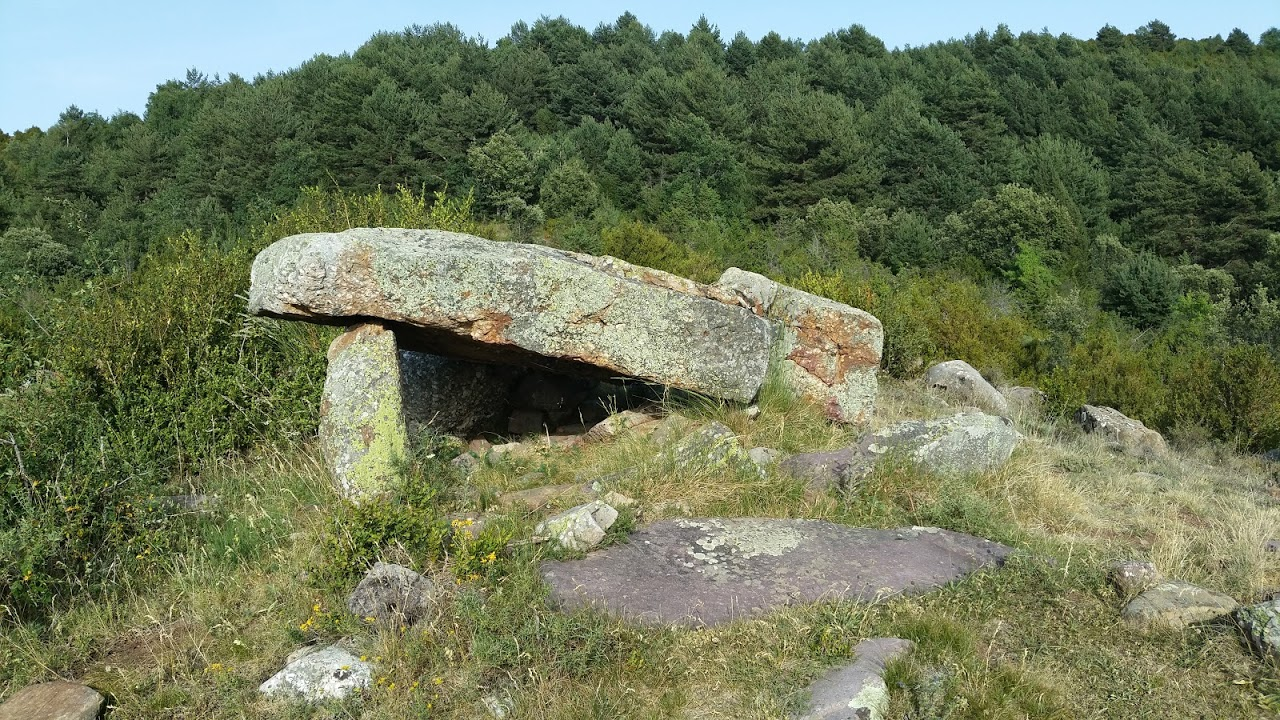
Dolmen
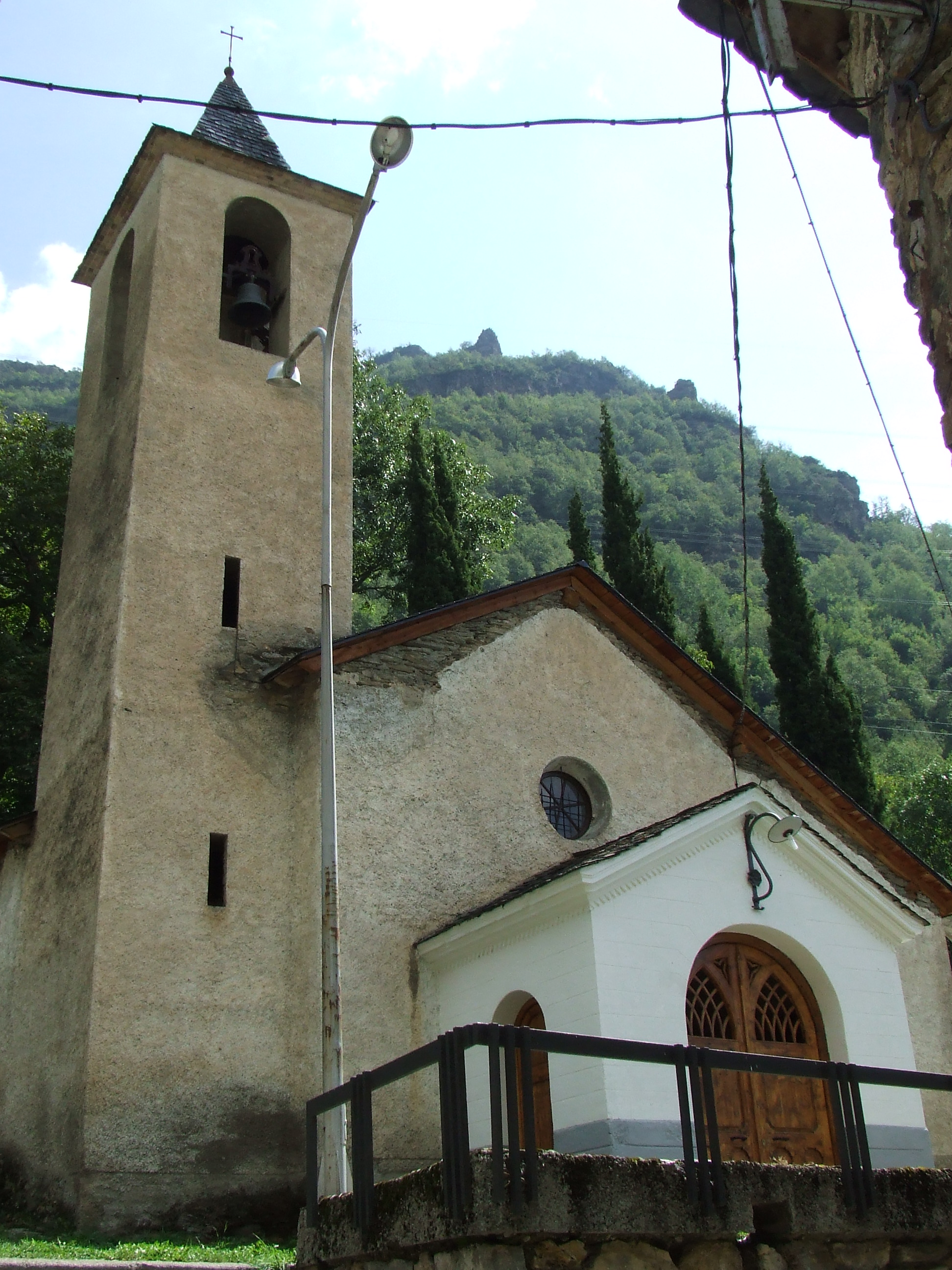
Martinskirche
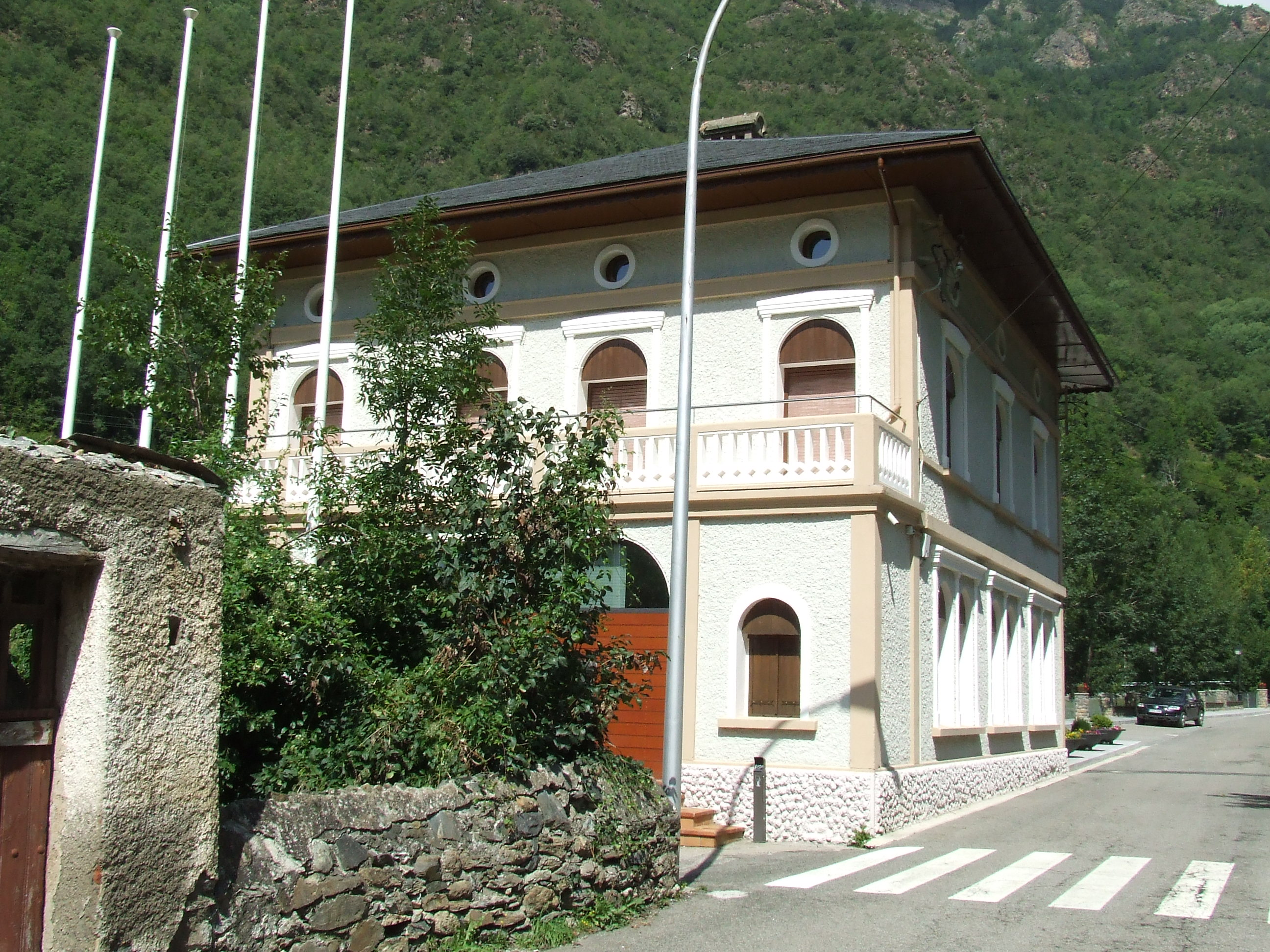
Rathaus
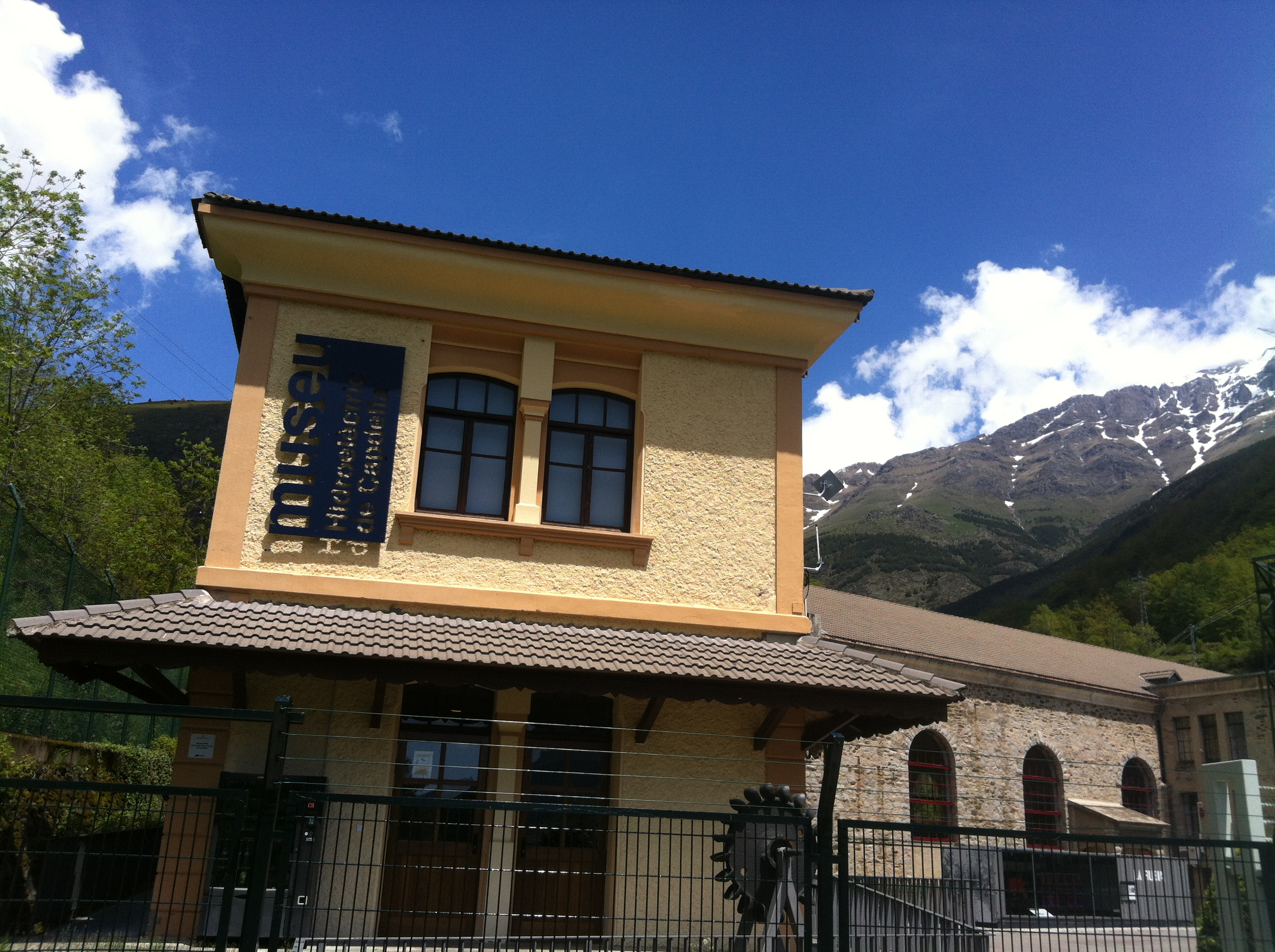
Wasserkraftmuseum